# Bailey Zappe
Bailey Michael Zappe (geboren am 26. April 1999 in Victoria, Texas) ist ein US-amerikanischer American-Football-Spieler auf der Position des Quarterbacks. Er spielte College Football für die Houston Baptist University und die Western Kentucky University. Seit 2025 steht Zappe bei den Kansas City Chiefs in der National Football League (NFL) unter Vertrag, für die er schon 2024 spielte. Davor stand er kurzzeitig in Diensten der Cleveland Browns.

## Highschool und College
Zappe besuchte die Victoria East High School in seiner Heimatstadt Victoria, Texas, und war an der Highschool drei Jahre lang Stammspieler auf der Position des Quarterbacks. Er erhielt lediglich ein Stipendienangebot eines College-Football-Programms und ging ab 2017 auf die Houston Baptist University (heute Houston Christian University), um College Football für die Houston Baptist Huskies in der zweitklassigen NCAA Division I Football Championship Subdivision (FCS) zu spielen und Sportmedizin zu studieren. Er war vier Jahre lang Starting-Quarterback der Huskies. In der aufgrund der COVID-19-Pandemie verkürzten Saison 2020 bestritten die Huskies lediglich vier Spiele, in denen Zappe mit 458,3 Yards pro Spiel glänzen konnte. Gegen die Texas Tech Red Raiders stellte er mit 567 Yards Raumgewinn einen Rekord für die meisten Yards eines Quarterbacks aus der FCS gegen ein Team aus der FBS auf. Wegen der COVID-Pandemie erhielten alle Spieler ein zusätzliches Jahr Spielberechtigung am College, so auch Zappe. Mehrere deutlich stärkere College-Football-Teams als die Huskies bekundeten daher für die Saison 2021 Interesse an Zappe, darunter auch Teams der Power Five. Einen Wechsel zu den Tennessee Volunteers verwarf er infolge von Veränderungen im dortigen Trainerstab und entschied sich für die Western Kentucky Hilltoppers der Western Kentucky University, die zuvor den Offensive Coordinator der Houston Baptist Huskies verpflichtet hatten, zudem holte man auch den wichtigsten Passempfänger der Huskies ins Team. In der Saison 2021 brachte Zappe für die Hilltoppers 69,2 % seiner Pässe für 5967 Yards, 62 Touchdowns und elf Interceptions an. Damit stellte er neue Bestmarken für die meisten Yards und meisten Touchdowns in einer Saison in der FBS auf.

## NFL
Zappe wurde im NFL Draft 2022 in der vierten Runde an 137. Stelle von den New England Patriots ausgewählt. Er ging als dritter Quarterback hinter Mac Jones und Brian Hoyer in seine erste NFL-Saison. Dennoch kam Zappe bereits am vierten Spieltag zu seinem Debüt in der NFL. Bei der Partie gegen die Green Bay Packers am vierten Spieltag fehlte Jones verletzungsbedingt, sodass Hoyer ihn ersetzte. Hoyer musste das Spiel jedoch wegen einer Kopfverletzung früh verlassen, weshalb Zappe den Großteil der Partie bestritt. Bei der 24:27-Niederlage nach Overtime brachte er 10 von 15 Passversuchen für 99 Yards an und erzielte mit einem Pass auf DeVante Parker im dritten Viertel seinen ersten Touchdown in der NFL. Da Jones weiterhin fehlte und Hoyer auf die Injured Reserve List gesetzt wurde, kam Zappe in Woche 5 gegen die Detroit Lions zu seinem ersten Einsatz als Starter und behielt diese Position auch gegen die Cleveland Browns in Woche 6 inne. Da die Patriots beide Spiele gewannen und Zappe jeweils gute Leistungen zeigte, begannen Diskussionen darüber, ob Zappe möglicherweise Jones auch nach dessen Genesung als Starting-Quarterback ersetzen könnte. Am siebten Spieltag kehrte Jones für die Partie gegen die Chicago Bears als Starter zurück, wurde aber nach schwacher Leistung bereits im zweiten Viertel beim Stand von 0:10 für Zappe ausgewechselt. Zappe führte die Patriots in der Folge zu zwei Touchdowns, blieb danach aber erfolglos und warf zwei Interceptions. Die Patriots verloren das Spiel mit 14:33. Den Rest der Saison spielte Jones als Starter.
Vor Beginn der Saison 2023 wurde Zappe überraschend von den Patriots entlassen und anschließend in ihren Practice Squad aufgenommen. Am 9. September wurde er wieder für den aktiven Kader verpflichtet. In Woche 10 wurde er bei der Niederlage gegen die Indianapolis Colts beim Spiel in Deutschland für Jones eingewechselt, auch beim folgenden Spiel gegen die New York Giants ersetzte er Jones, nachdem dieser schwache Leistungen gezeigt hatte. Daher bestritt Zappe die letzten sechs Spiele der Saison als Starter. Unter Zappe verloren die Patriots vier von sechs Spielen. Er warf bei einer Passquote von 59,9 % sechs Touchdownpässe bei neun Interceptions und erzielte 1272 Yards Raumgewinn.
Infolge der Neuzugänge von Jacoby Brissett sowie der Rookies Drake Maye und Joe Milton III wurde Zappe bei den Patriots entbehrlich und daher Ende August 2024 im Rahmen der Kaderverkleinerung auf 53 Spieler entlassen. Daraufhin schloss er sich dem Practice Squad der Kansas City Chiefs an.
Einen Tag nach der schweren Achillessehnenverletzung von Deshaun Watson, der auf die Injured Reserve List gesetzt wurde, verpflichteten die Cleveland Browns Zappe am 22. Oktober 2024 für ihren aktiven Kader.
Am 14. März 2025 kehrte Zappe zu den Kansas City Chiefs zurück, um mit dem am Vortag verpflichteten Gardner Minshew um die Rolle des Backup-Quarterbacks hinter Patrick Mahomes zu konkurrieren, und unterschrieb dort einen Einjahresvertrag.

### NFL-Statistiken
| 2022                               | NE     | 4  | 2 | 65–92   | 70,7 | 781  | 5  | 3  | 100,9 |
| 2023                               | NE     | 10 | 6 | 127–212 | 59,9 | 1272 | 6  | 9  | 68,7  |
| 2024                               | CLE    | 1  | 1 | 16–31   | 51,6 | 170  | 1  | 2  | 51,8  |
| Gesamt                             | Gesamt | 15 | 9 | 208–335 | 62,1 | 2223 | 12 | 14 | 76,0  |
| Quelle: pro-football-reference.com |        |    |   |         |      |      |    |    |       |